# ブラストメーター

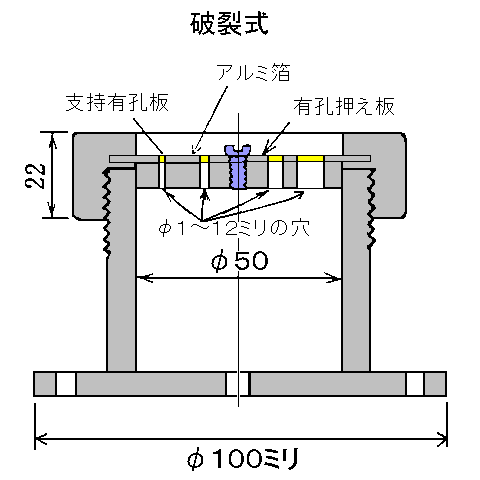

ブラストメーターとは爆風の圧力を測定するための測定装置である。
ブラストメーターには、鉛板式と破裂式の二種類がある。

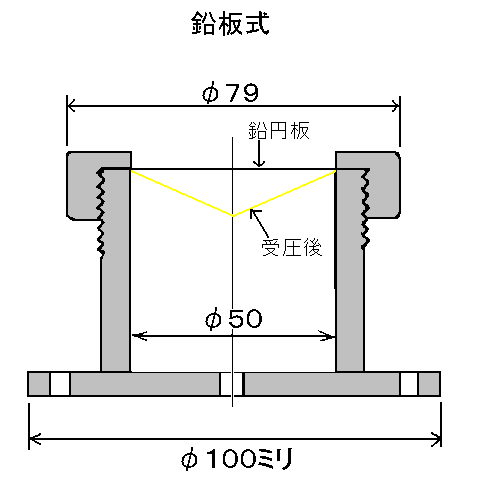

鉛板式

金具に厚さ0.5ミリ～2ミリの鉛板が取り付けられており、爆風を受けると凹むので凹みの深さで爆圧を測定する。
破裂式

アルミ箔を数種類の穴が開いている有孔板上に押さえ板によって固定している。小さい孔ほど爆風で破れにくいから、破れた一番小さい孔から爆圧を測定する。
ブラストメーターは安価で頑丈であるが、最大値を測定するのみで時間的な変化がわからないため、近年では電気的圧力素子を使用する方式に変り、使われなくなっている。